# 沈瑩
沈 瑩（しん えい、? - 280年）は、中国三国時代の呉の武将。

## 略歴
丹陽太守の地位にあった。
晋が呉に侵攻し、瞬く間に荊州が制圧されると、孫晧は張悌・沈瑩・孫震らに命じ、三万の兵を率いて晋軍を迎撃させた。迎撃方針に関して、長江北岸に渡り決戦を挑もうとする張悌に対し、沈瑩は牛渚に留まり渡河してきた晋軍を叩くべきだと主張したが、聞き入れられなかった。
晋軍が長江北岸に至ると、沈瑩は「青巾兵」と号す丹陽の精兵5千を率い、3度にわたって晋軍に攻撃を仕掛けたが、撃ち破ることができなかった。また呉軍が苦戦したため、晋の降兵が後方で蜂起してしまい、これにより呉軍は混乱をきたすことになった。そこへ晋軍の総攻撃を受けたため、ひとたまりもなく壊滅してしまった。沈瑩は張悌らと共に晋軍の捕虜となり斬首された。
著書に『臨海水土異物志』がある。同書にある「夷洲」は、現在の台湾に比定されており、台湾に関する最も古い文献の一つである。
小説『三国志演義』では、呉の左将軍として牛渚で晋軍との決戦に及び、晋の周旨に討ち取られている。